# Simbach (Berching)

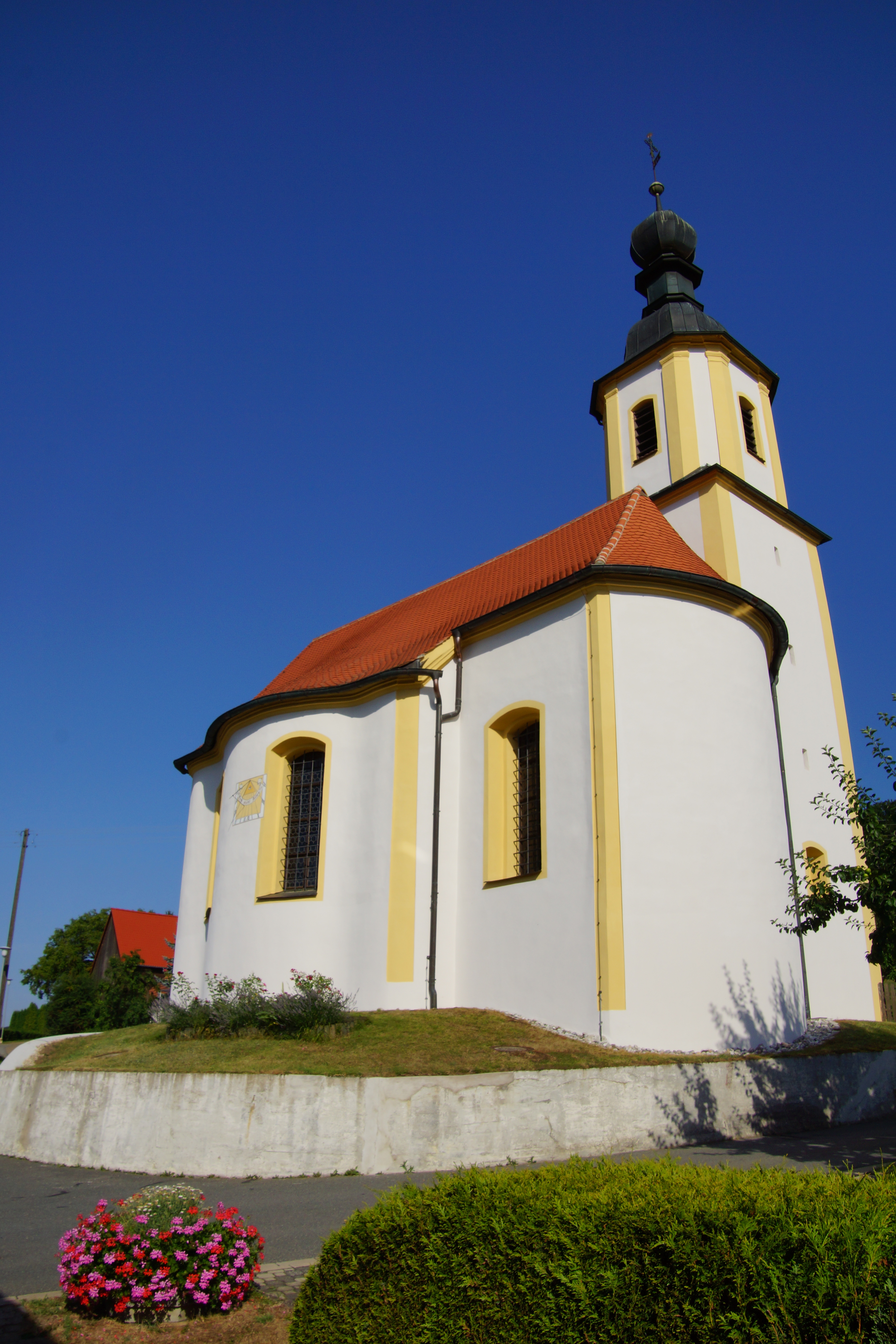
Katholische Filialkirche Maria Himmelfahrt in Simbach

 Simbach (ⓘ) ist ein Gemeindeteil der Stadt Berching im Landkreis Neumarkt in der Oberpfalz. Der Ort hat 35 Einwohner und hat mit dem Weiler Matzenhof 13 Anwesen.

## Lage
Das Kirchdorf Simbach liegt ca. 6,5 Kilometer nordöstlich von Berching auf der südlichen Frankenalb am westlichen Talhang zur Weißen Laber und rund 3,5 Kilometer nördlich des Pfarrdorfes Holnstein.

## Geschichte
In einer Urkunde des Klosters Weihenstephan wurde Simbach im Jahr 1138 als Sinnebach erstmals erwähnt. Ein Erchinprecht de Sinnebach wird in der Urkunde angeführt.
1157 wird Erchinprecht de Sinnebach wiederum in einer Urkunde des Burggrafen von Nürnberg erwähnt, in der dieser im Auftrag von Kaiser Friedrich Barbarossa Güter an das Kloster Plankstetten übergibt. Es werden dabei ein Hartwich und sein Bruder Marquard de Sinnebach als Zeugen aufgeführt.
1259 wird ein Hartwicus de Sinnebach als Zeuge in einer Urkunde genannt. 1312 vergleicht sich ein Hertwich von Sinnebach mit Bischof Philipp von Eichstätt über die Lehen des „Ülrich von Eysenbrehtzdorf“.
Im Dreißigjährigen Krieg wurde der Ort schwer verwüstet, nur zwei Anwesen blieben verschont.
Die Kirche St. Maria wurde im Jahr 1765 von Martin Plänkl nach Plänen des Eichstätter Hofbildhauers und Stuckateurs Johann Jakob Berg erbaut. Dem barocken Zentralbau ist ein nach Osten gerichteter Chor angefügt. Es handelt sich dabei um einen Saalbau mit segmentbogig ausgreifenden Längsseiten, eingezogener, stichbogig schließender Apsis, Pilasterportal und einem Flankenturm mit Glockenhaube und Zwiebel. Die Innendekoration der Kirche ist im Stil des Rokoko ausgeführt. Die Schnitzereien an der Kommunionbank und an den Stuhlwangen der Kirchenstühle stammen aus dem Jahr 1774. Den Altar mit vier Säulen und sechs Engelsfiguren schuf 1797 der Schreiner und Bildhauer Andreas Wexler aus Berching.
Simbach gehörte zur Gemeinde Altmannsberg, diese wurde im Jahr 1972 im Zuge der Gebietsreform nach Holnstein eingemeindet. 1978 erfolgte die Eingemeindung von Holnstein in die Stadt Berching.